# Halmstads varv

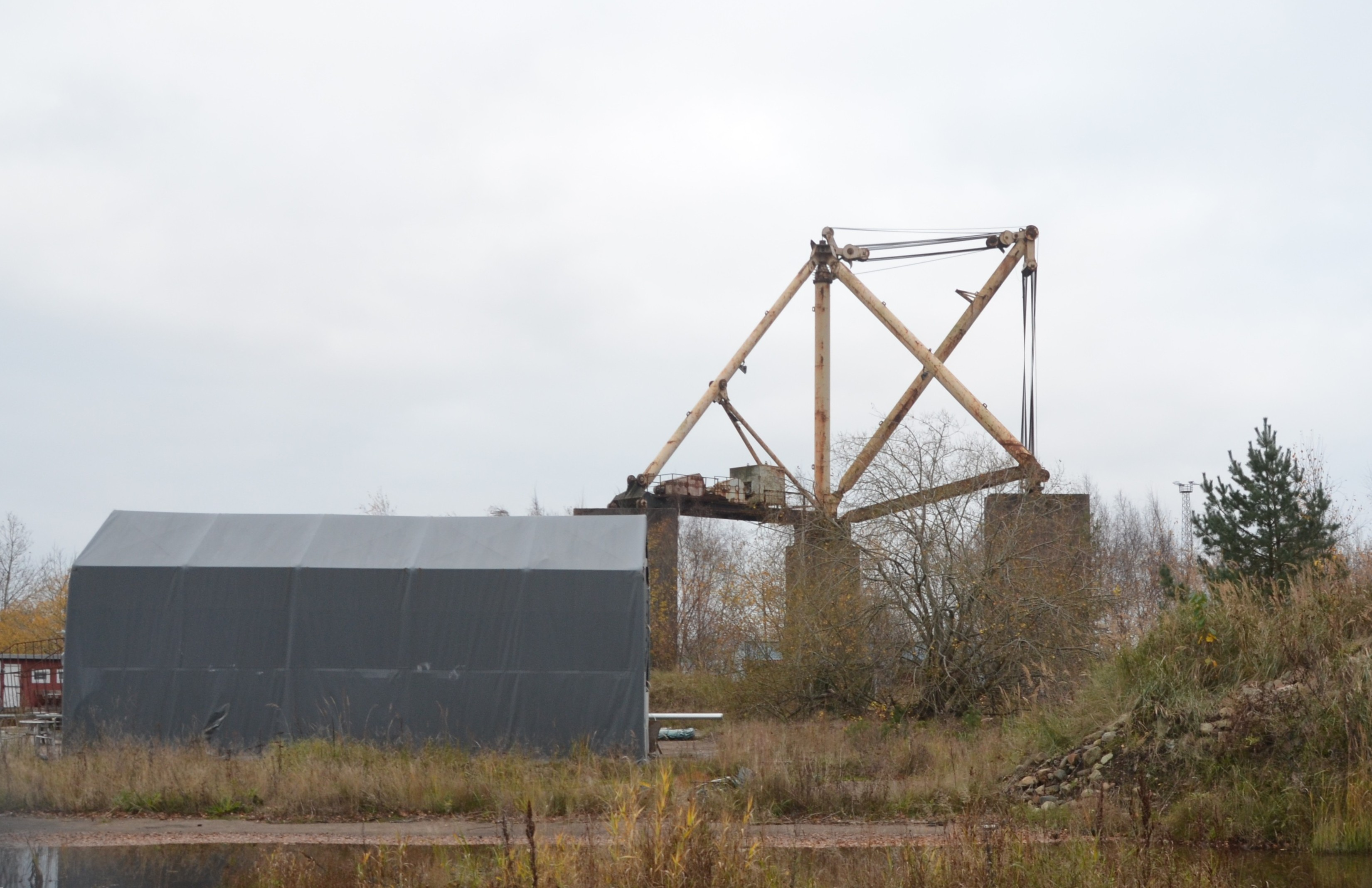
Halmstads varvskran

Halmstads varv var ett svenskt skeppsvarv i Halmstad. Det låg på sin senaste plats 1908-2000 vid Fiskarevägen nedanför Dragvägen på Söder, på västra sidan av Nissan nära åmynningen.

## Historik
Karl IV:s båtvarv fanns på västra sidan av Nissan strax norr om Laxön. Senare fanns varvsplatser i Halmstadtrakten i Söndrum under andra hälften av 1700-talet och början av 1800-talet. I slutet av 1800-talet byggdes också mindre ångslupar på en slip vid Gamla gjuteriet söder om järnvägsbron.
I slutet av 1700-talet etablerade Jöran Magnus Hammar (1750-1792) Gamla varvet, eller Syskonhamnsvarvet, nedströms stadens centrum, på östra sidan av Nissan mittemot Halmstads slott, i vad som numera är Östra förstaden. Det flyttades i samband med kajbyggen 1888 närmare en kilometer nedströms. Varvet ägdes av Halmstads stad, medan driften utarrenderades på ett tjugoårigt kontrakt till Viggo Frandsen, som där byggde 23 fartyg.

## Senaste varvsplatsen
När Halmstad stad beslöt att flytta varvet till västra sidan 1908, ville Frandsen inte fortsätta arrendet. Det arrenderas ut till en annan skeppsbyggmästare under tio år, varefter det nybildade Halmstads Varvs AB hyrde anläggningen på trettio år och gjorde stora investeringar. Teknisk ledare blev skeppsbyggmästaren Axel Kristian Gustafsson (1861-1933) från  Landskrona Nya Varvs AB  i Landskrona, som hade fem söner på varvet som medarbetare. Halmstads Varvs AB gick i konkurs under depressionen efter första världskriget och ersattes 1921 av Halmstads Varvs Nya AB. Familjen Gustafsson lämnade Halmstad, förvärvade Landskrona Nya Varvs konkursbo och bildade 1922 Gustafsson och Söners varv.  
Från 1927 leddes Halmstads Nya Varvs AB av Gordon Witting (1889-1973) fram till 1946, då han övertog Ystads Skeppsvarv. Under 1920-talet och framåt var varvet i första hand ett reparationsvarv.
Varvsverksamheten på platsen drevs därefter av olika företag, bland annat AB Hallverk under entreprenören Bela Oz på 1970-talet. Varvet tillverkade då sektioner till storvarven, bland annat bulbstävar för Götaverken. Bulbarna lades på pråmar, som bogserades till Göteborg.